# Nordowka
Nordowka (ros. Нордовка) – wieś (sieło) w Rosji, w Baszkortostanie, w rejonie mieleuzowskim. W 2010 liczyła 1000 mieszkańców.